# Hypopleurona
Hypopleurona là một chi bướm đêm thuộc họ Erebidae.